# Lucas Fox
Lucas Fox (2 oktober 2000) is een Luxemburgs voetballer die speelt als doelman.

## Carrière
Fox speelde voor de jeugd van F91 Dudelange maar zou in het eerste elftal niet aan spelen toe komen en tekende een contract bij Jeunesse Esch. Bij deze club maakte hij zijn profdebuut op 15 september 2019 tegen Fola Esch, de wedstrijd werd met 0-3 verloren. Hij verliet Jeunesse in 2021. Voor het seizoen 2022/23 tekende hij bij de Luxemburgse eersteklasser F91 Dudelange en speelde er een seizoen.
In 2023 maakte hij de overstap naar het Duitse 1. FC Bocholt.

### Nationale ploeg
In 2024 werd hij na een blessure van Anthony Moris voor het eerst opgeroepen voor de nationale ploeg.

## Erelijst
- Jeunesse Esch
  - Coupe du Prince: 2019